# Новский сельсовет (Щёлковский район)
Новский сельсовет — упразднённая административно-территориальная единица, существовавшая на территории Московской губернии и Московской области до 1959 года.
Новский с/с был образован в первые годы советской власти. По данным 1919 года он входил в состав Щёлковской волости Богородского уезда Московской губернии.
9 декабря 1921 года Щёлковская волость была передана в Московский уезд.
В 1925 году Новский с/с был переименован в Гребневский.
12 июля 1929 года Гребневский с/с был отнесён к Щёлковскому району Московского округа Московской области. При этом он был переименован в Новский сельсовет.
23 июля 1930 года Московский округ был упразднён и Щёлковский район перешёл в прямое подчинение Московской области.
22 июня 1954 года из Анискинского с/с в Новский было передано селение Камшиловка.
22 июля 1958 года к Новскому с/с был присоединён Богословский с/с.
3 июня 1959 года Щёлковский район был упразднён и Новский с/с отошёл к Балашихинскому району.
31 июля 1959 года Новский с/с был упразднён. При этом его территория была объединена с Амеревским с/с в Гребневский с/с.